# Северный пакгауз Биржи
Северный пакгауз Биржи — памятник архитектуры. Расположен в Санкт-Петербурге, современный адрес дома — Биржевая площадь, 6 / набережная Макарова, 2 / Биржевой проезд, 2 / Тифлисский переулок. Здание расположено на набережной Малой Невы сбоку от здания Биржи.
Северный пакгауз был построен на месте жилых домов: по изначальному плану Петра I именно здесь должна была располагаться главная площадь Петербурга, поэтому на участках селились знатные и богатые люди — барон Строганов, президент Юстиц-коллегии граф П. М. Апраксин, князь Милославский. Но после смерти Петра центр сместился на левый берег Большой Невы, а в этом районе обосновался морской торговый порт, здания сдали или продали связанным с портом людям. После смерти Апраксина в 1729 году его дом перешёл к А. Н. Демидову. Двухэтажный на высоких подвалах дом Милославского перешёл к князю Голицыну, потом к княгине Черкасской, с 1764 года — к купцу Е. А. Акутину, с 1799 года — к Мартыну Глухову, который устроил в доме трактир (позднее — штофную лавку «В Стрелке»). В 1741 году дома Строганова, Демидова и Милославского заняло турецкое посольство, с 1748 года дом Строганова передали Академии наук. Первые пакгаузы были построены в 1795—1797 годах по проекту Джакомо Кваренги в северной части Стрелки. Современное здание было построено после наводнения 1824 года, так как после него старые биржевые пакгаузы стало невозможно использовать для хранения товаров.
Постройка северного и южного пакгауза завершила оформление Биржевой и Коллежской площадей. Сама идея расположения и конфигурации была заложена в проект плана стрелки Васильевского острова, который в 1804 году разработал А. Д. Захаров (по другим данным, проект Биржевой площади с пакгаузами по сторонам от Биржи разработал в 1800-х годах Ж. Ф. Тома де Томон, вероятно, к финальному проекту был причастен К. Росси). Проект был утверждён 12 августа 1825 года. Строительство шло в 1826—1832 годах под надзором И. Ф. Лукини (основная часть завершена к 1828 году, внутренние работы продолжались дольше). Оба пакгауза оформлены схоже, отличаются в плане.
Корпуса выходящие на Биржевую площадь и набережные, были трёхэтажными, на Коллежскую площадь выходили двухэтажные корпуса. В здании размещались портовые службы. Главный фасад, обращённый к мысу, прост и строг, его архитектурное решение подчинено виду Биржи. Фасад, выходящий к Неве и на площадь, украшен в средней части лоджией (портиком) из двенадцати колонн большого дорического ордера, стоящих на рустованном цокольном этаже. Пакгауз позднее был неоднократно переделан и перестроен, в числе прочего у него были сооружены новые железобетонные перекрытия. Фасады остались неизменными.
В 1840—1878 годах в Южном и Северном пакгаузах для всех желающих, внёсших годовую плату в три рубля, работала Рисовальная школа (Школа рисования Общества поощрения художников «на Бирже»). Среди преподавателей школы был И. Н. Крамской, среди учеников — В. И. Суриков, В. В. Верещагин, И. Е. Репин.
С 1920-х до 1962 года в здании находился Геологический и минералогический музей Академии наук, коллекции которого в 1934 году были перевезены в Москву, но позже возвращены. Также в здании находились Институт химии силикатов имени И. В. Гребенщикова РАН, Институт огнеупоров, Институт космоаэрогеологических методов, НИИ высокомолекулярных соединений, лаборатория научно-прикладной фотографии и кинематографии РАН (во дворе). В 2000-х годах в полуподвале пакгауза был ночной клуб-ресторан «Plaza», на 2020-е годы в здании находится Центральный музей почвоведения имени В. В. Докучаева.